# Tłustosz alpejski
Tłustosz alpejski (Pinguicula alpina L.) – gatunek rośliny należący do rodziny pływaczowatych. Występuje w Azji Środkowej (Himalaje, Wyżyna Tybetańska i północna Mongolia) i Północnej (w obrębie koła podbiegunowego i jego sąsiedztwa), w północnej części Półwyspu Skandynawskiego, na Islandii i w górach Europy (Alpy, Jura, Pireneje, Karpaty). W Polsce występuje wyłącznie w Tatrach.

## Morfologia
ŁodygaWzniesiony, nie rozgałęziający się, ogruczolony głąbik o wysokości 5–15 cm. Głąbik wyrasta pod koniec maja i na jego szczycie znajduje się zawsze jeden tylko kwiat.
LiścieWyłącznie w przyziemnej różyczce. Zwykle mają podwinięte brzegi, są siedzące, kruche i soczyste, jasnozielonego koloru. Są całobrzegie, mają jajowatopodługowaty kształt i wydzielają kleistą ciecz.
KwiatyPojedynczy kwiat grzbiecisty o dwuwargowym kielichu z 5 nierównej długości łatkami. Obydwie wargi kielicha są wcięte do ¼ długości. Śnieżnobiałej barwy i również dwuwargowa korona o długości 10–20 mm jest 5-ząbkowa. Środkowa klapa na jej dolnej wardze jest ucięta i posiada bardzo charakterystyczne trzy żółte plamki. Obydwie wargi korony z tyłu zrośnięte są jasnobrunatną lub zielonkawą, krótką i grubą ostrogę (4–5 razy krótsza od pozostałej części korony). Wewnątrz korony pojedynczy słupek z dwoma szerokimi znamionami oraz dwa pręciki.
OwocPodłużna torebka z dzióbkiem, zawierająca drobne, okrągłe, ciemnej barwy nasiona. Torebka ma długość ok. dwukrotnie większą od szerokości.

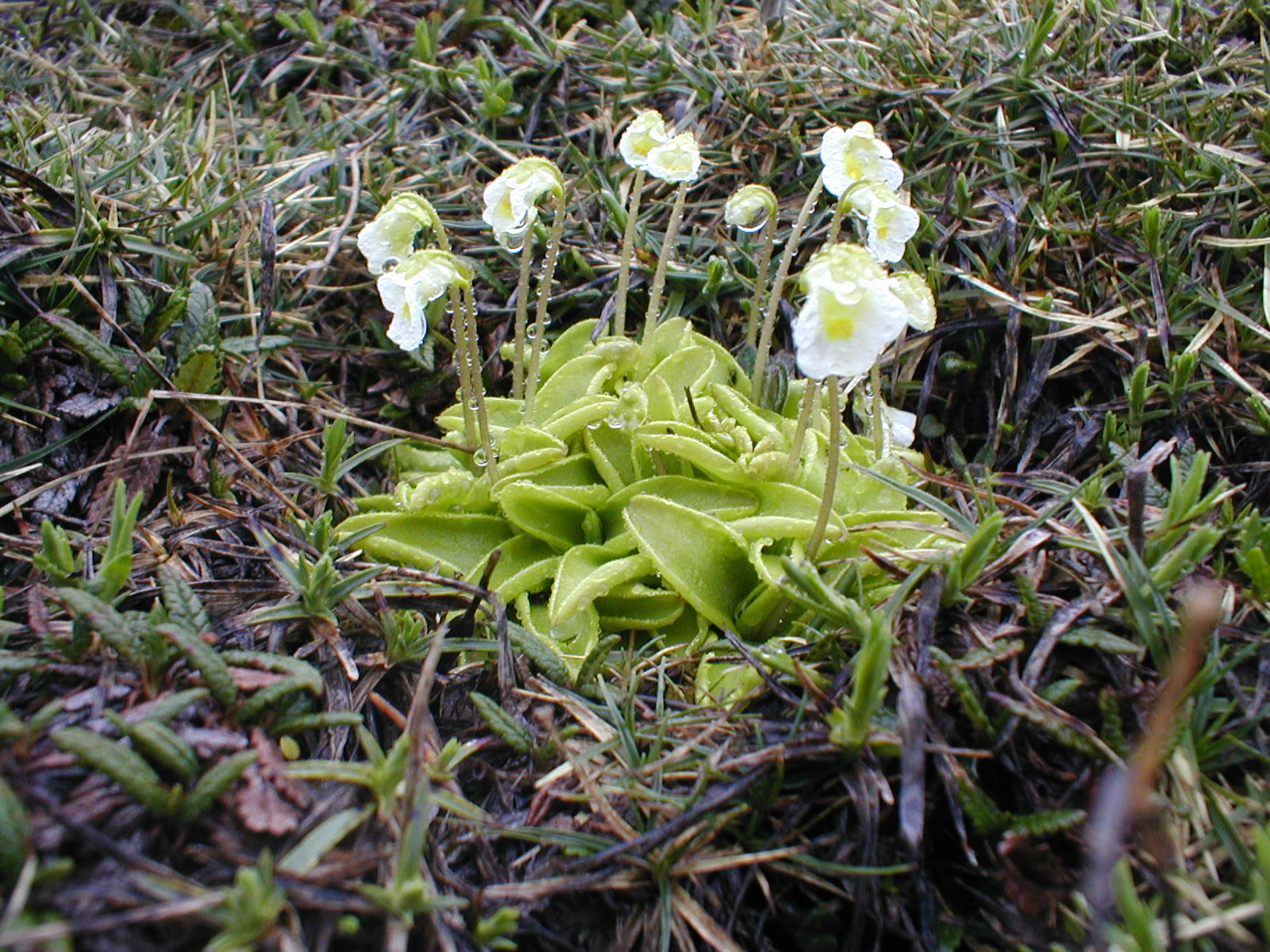
Kępa
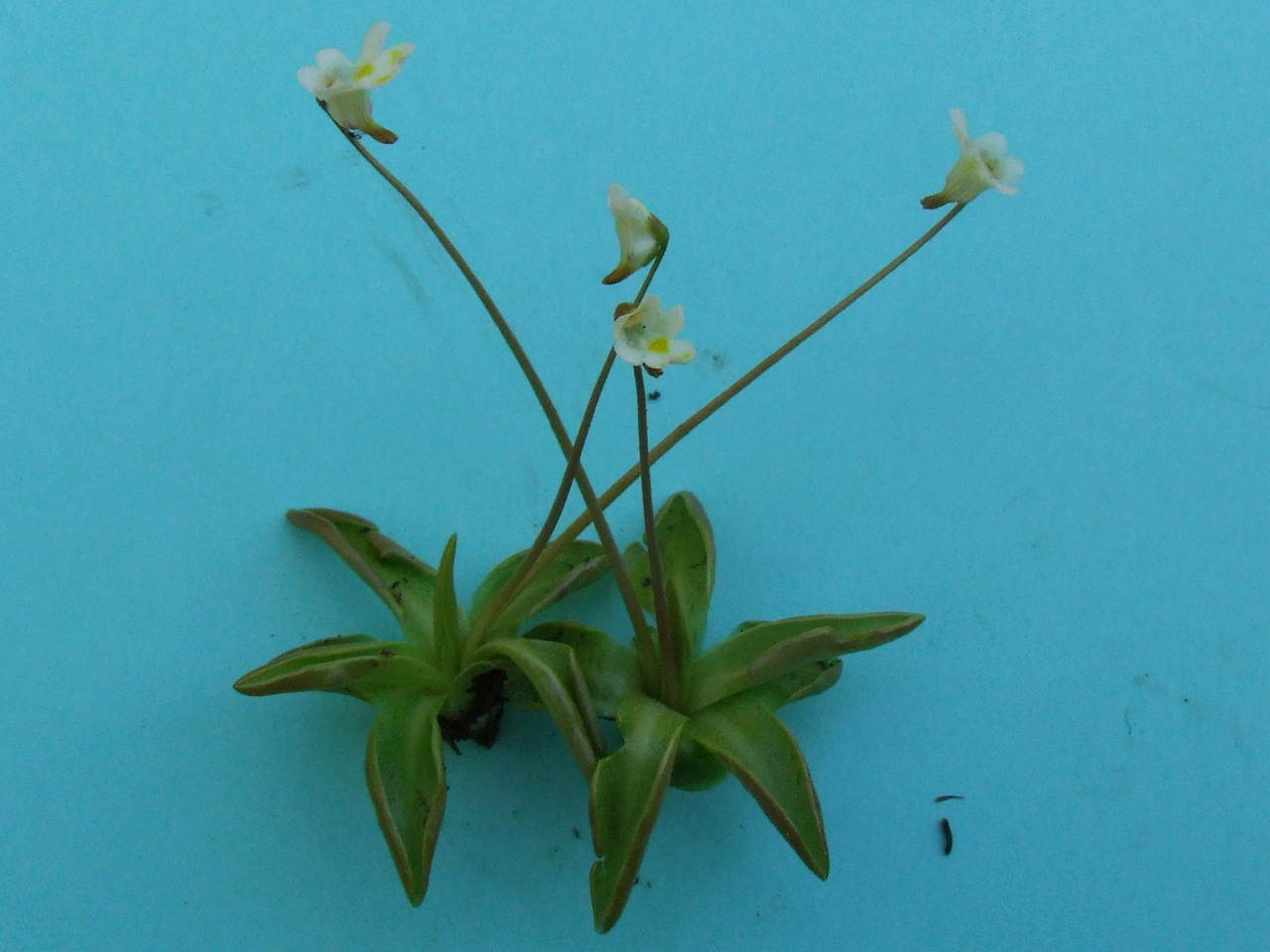
Pokrój
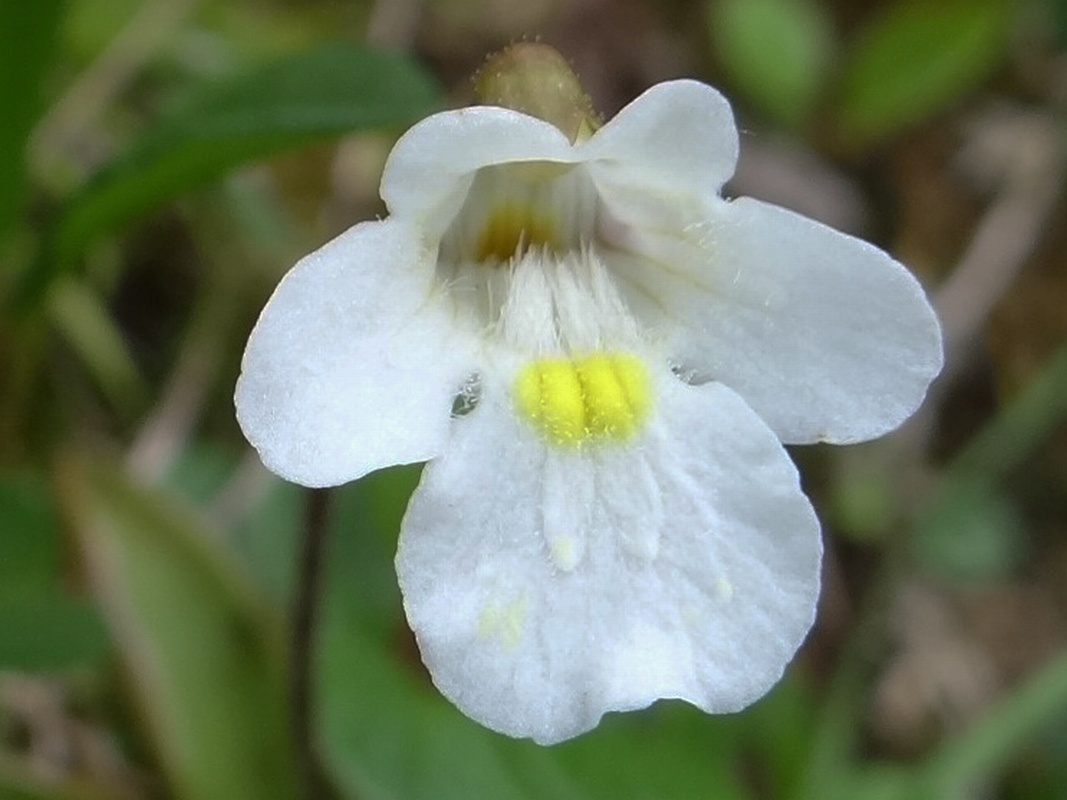
Kwiat

## Biologia i ekologia
- Rozwój: bylina. Kwitnie od maja do sierpnia. Jest przedstawicielem nielicznych w Polsce roślin owadożernych. Liście tłustosza posiadają dwa rodzaje gruczołów: osadzone na trzonkach gruczoły wydzielające kleistą substancję, do której przylepiają się siadające na nich nieduże owady, oraz gruczoły osadzone na blaszce liścia wydzielające enzymy trawienne. Kiedy owad przykleja się, liście powoli zaginają się do środka, a enzymy trawią ciało owada. Strawione składniki wchłaniane są przez liść, który po kilku dniach powoli rozprostowuje się. Roślina normalnie przeprowadza fotosyntezę i jest w pełni autotroficzna. Owadożerność umożliwia jej jedynie uzupełnianie azotu, którego zwykle brakuje na ubogich glebach, na których rośnie[7].
- Siedlisko: porasta wilgotne szczeliny skalne, świetliste zarośla, brzegi potoków, młaki. Preferuje podłoże wapienne, ale choć rzadziej, występuje również na granicie. W Tatrach sięga aż do 2000 m n.p.m. (piętro alpejskie), jednak główny obszar występowania to regiel górny i piętro kosówki[5].

## Zagrożenia i ochrona
Roślina objęta w Polsce ścisłą ochroną gatunkową. Nie jest zagrożona, jedynie na niektórych śródleśnych skałkach w paśmie regli może być zagłuszana przez wyższe rośliny, lub zacieniona przez rozrastający się las.
.